# SUPT16H
La subunidad SPT16 del complejo FACT (SUPT16H) es una proteína codificada en humanos por el gen SUPT16H.
Los genes que codifican la transcripción de proteínas pueden ser reconstituidos en ADN desnudo con sólo los factores de transcripción general y la ARN polimerasa II. Sin embargo, este sistema mínimo no puede transcribir el ADN empaquetado en la cromatina, lo que indica que factores accesorios podrían facilitar el acceso al ADN. Uno de estos factores, FACT (Facilita la Transcripción de la Cromatina), interacciona específicamente con las histonas H2A/H2B para efectuar el desensamblaje del nucleosoma y permitir la elongación de la transcripción. FACT está compuesto de una subunidad de 80 kDa y otra de 140 kDa, esta última es la codificada por este gen.

## Interacciones
La proteína SUPT16H ha demostrado ser capaz de interaccionar con:
- BAZ1B[4]